# خوشاب (بردسکن)
خوشاب به گویش کاشمری: خِشاب نام روستایی از توابع بخش مرکزی شهرستان بردسکن در استان خراسان رضوی است. این روستا در دهستان کوهپایه قرار دارد و براساس سرشماری سال ۱۳۸۵ جمعیت آن ۲۰۴ نفر با ۶۵ خانوار بوده است.